# Baraban
Baraban è un gruppo musicale della scena folk italiana.

## Storia
Barabàn nasce a Milano nel 1982 per iniziativa di quattro musicisti e ricercatori dell'Italia settentrionale: Vincenzo Caglioti, Aurelio Citelli, Giuliano Grasso e Guido Montaldo. Gruppo di punta della scena folk italiana, apprezzato in Europa e America, Barabàn ha sviluppato un percorso che rivisita la tradizione musicale del nord Italia con un linguaggio e una sensibilità contemporanea. Accurati raccoglitori, i musicisti di Barabàn hanno elaborato un'originale sintesi tra modelli della tradizione e gusto moderno. Continua è la ricerca di un equilibrio tra memoria, linguaggi e tematiche del presente. L'ensemble mescola melodie, lingue, ritmi e sonorità dell'Italia settentrionale, polifonie della pianura Padana, liriche contemporanee, canti arcaici dell'Appennino, musiche swing e dal sapore yiddish. Da sempre attento alle tematiche sociali e civili, più recentemente Barabàn si è dedicato all'interpretazione di brani composti da discendenti di immigrati italiani in Sud America e alla creazione di nuove musiche sperimentando l'incontro tra le liriche di scrittori contemporanei (Loi, Biamonti) e proprie composizioni in cui gli stili e le sonorità della musica di tradizione si aprono alla contaminazione multietnica. Ricca la tavolozza sonora del gruppo il cui sound coniuga le timbriche degli strumenti popolari del nord Italia come: organetto diatonico, violino, flauti, piffero, müsa, ghironda alle sonorità di strumenti extra-europei e digitali. Particolare attenzione ha dimostrato per il repertorio e gli strumenti delle Quattro province, riproponendo brani di tradizione e, nel 1984, reintroducendo l'uso della müsa (strumento scomparso negli anni Trenta del Novecento). Nel corso degli anni, i membri del gruppo hanno anche dato vita ad altri progetti musicali: Aurelio Citelli, oltre ad essere membro del gruppo italo-svizzero "Padus", ha promosso l'esperienza di "Musiche selvagge", ensemble dedito alla riproposta e alla valorizzazione del patrimonio musicale delle Quattro province, Giuliano Grasso la "Compagnia Strumentale Tre Violini", Vincenzo Caglioti il gruppo "3 Tango Orchestra". Nel 1995 il gruppo ha partecipato al progetto Canti randagi. Canzoni di Fabrizio De André riproponendo Canzone del maggio. Barabàn ha allestito numerosi spettacoli tematici, alcuni dei quali a carattere multimediale, che rappresenta talvolta avvalendosi della collaborazione di qualificati musicisti e interpreti. Dal 2000 rappresenta in teatri e piazze italiani lo spettacolo Venti5 d'Aprile, sulla Resistenza. Dal 2006 rappresenta il concerto L'anello forte. La donna nei canti, dalla tradizione popolare a De André, dedicato al mondo della donna. Nel 2007 ha allestito lo spettacolo Voci di trincea. Echi della Grande guerra che racconta il Primo conflitto mondiale attraverso canti, immagini e testimonianze. Nel 2008 ha rappresentato per la prima volta Suoni d'acqua. Musiche, voci e visioni dalle terre del Po, performance multimediale sulla cultura, le storie, l'ambiente e le genti delle regioni del Po. Nel 2009 ha partecipato a "Canti randagi 2" riproponendo la canzone di De André Fiume Sand Creek in una versione multilingue che mescola il dialetto della bassa milanese all'arabo, all'esperanto e all'albanese. Nello stesso anno ha allestito gli spettacoli AlpMusic, dedicato ai riti, storie e tradizioni dell'arco alpino, e Cantico di Natale, un mix di canti e musiche natalizie della tradizione popolare europea. Nel gennaio del 2010 ha presentato per la prima volta Il violino di Auschwitz. Musiche e immagini per non dimenticare, spettacolo multimediale dedicato al Giorno della Memoria. Nel 2011, in occasione dei 150 anni dell'Unità d'Italia, ha rappresentato in numerosi teatri italiani Belle e perdute. Canzoni per 150 anni d'Italia. 
Dal 2013, per la Giornata internazionale contro la violenza sulle donne, rappresenta la performance Voce al silenzio con letture di brani tratti dalle opere di Maraini, Dandini, De Gregorio e Iacona. 
Il 2 e 3 agosto 2014 ha partecipato a "War and Peace": 39th Bardentreffen Festival in Nürnberg (D) con lo spettacolo "Bella ciao!" poi replicato in numerosi comuni italiani.
Il 24 maggio del 2015, in occasione del Centenario dell'entrata dell'Italia nella Prima guerra mondiale, ha pubblicato il CD Voci di trincea. Concerto per la Grande guerra, un live registrato in Italia, Germania e Svizzera. Nel gennaio del 2024 ha pubblicato il suo 9º album Il violino di Auschwitz dedicato all'Olocausto e al Giorno della Memoria.

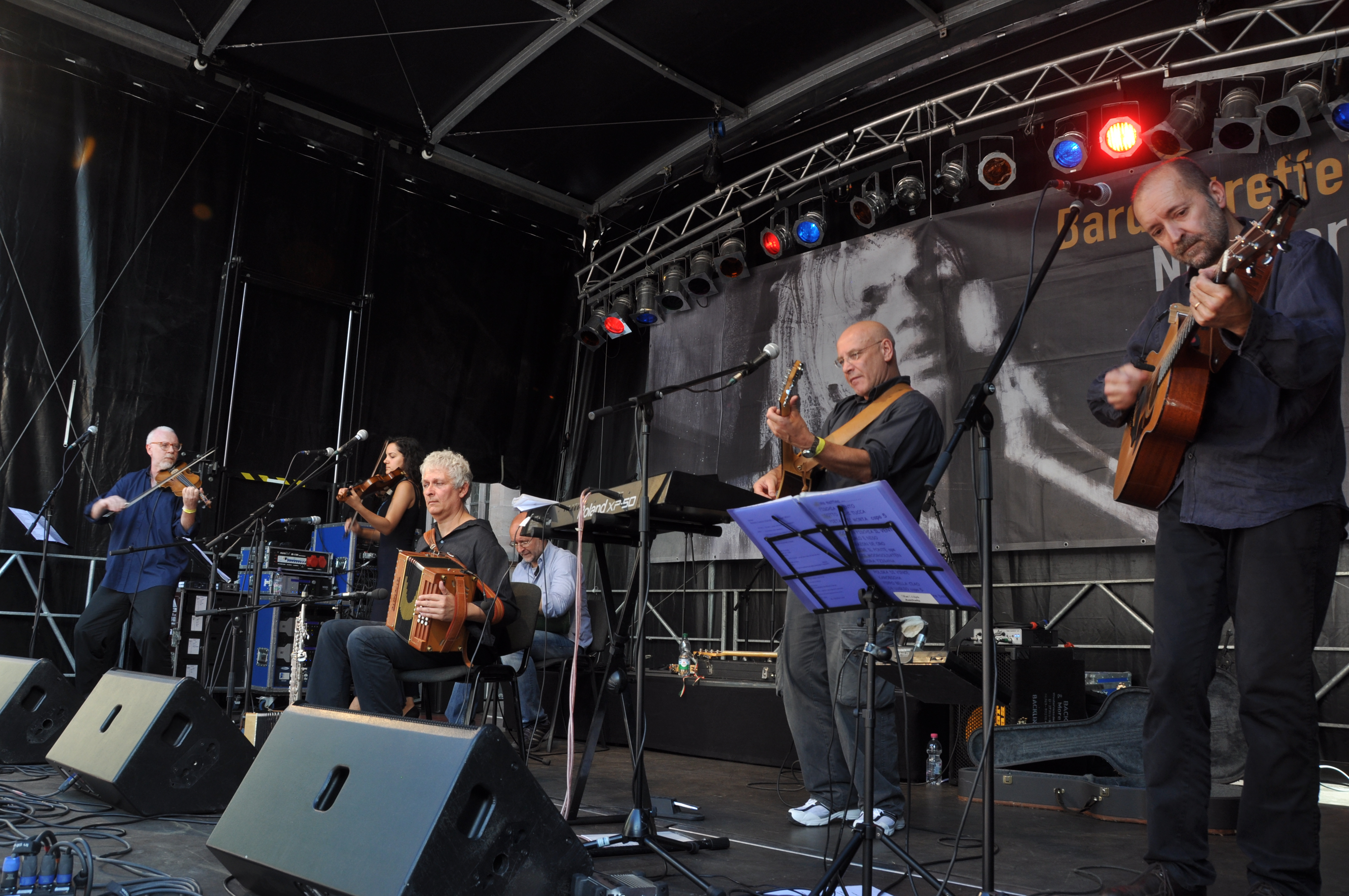
Barabàn 2014

## Formazione
- Vincenzo Caglioti: organetti diatonici, voce
- Aurelio Citelli: voce solista, tastiere, bouzouky, ghironda
- Giuliano Grasso: violino, voce
- Antonio Neglia: chitarre, mandoloncello, bouzouky, voce
- Alberto Rovelli: contrabbasso, basso elettrico
- Maddalena Soler: voce solista, violino

## Discografia
- 1984 – Musa di pelle...pinfio di legno nero (Madau)
- 1987 – Il valzer dei disertori (ACB)
- 1990 – Naquane (ACB)
- 1994 – Live (ACB)
- 1996 – La Santa Notte dell'Oriente (ACB)
- 2002 – Terre di passo (ACB)
- 2005 – Venti5 d'Aprile (ACB) DVD
- 2015 – Voci di trincea  (ACB)
- 2024 – Il violino di Auschwitz  (ACB)

## Compilation
- 1994: Canzoni italiane. I canti della grande guerra (Fabbri Editore)
- 1994: Canzoni italiane. Canzoni all'osteria (Fabbri Editore)
- 1994: Canzoni italiane. I cantastorie (Fabbri Editore)
- 1994: Canzoni italiane. Vita di campagna (Fabbri Editore)
- 1995: Atlante di musica tradizionale (New Tone/CGD)
- 1995: Canti randagi - Canzoni di Fabrizio De André (Ricordi)
- 1997: Italia mia. Tutte le più belle canzoni del mondo (Selezione RD)
- 1997: World Christmas (AVC) - Switzerland
- 1997: Atlante di musica tradizionale. Italia 2 (Robi Droli)
- 1998: Choeurs des cinq continents. Le chant des peuples (Wagram Music) - France
- 1999: L'orizzonte e la memoria. Musiche da Santarcangelo dei Teatri
- 2000: Italy. Music Rough Guide (World Music Network) - United Kingdom
- 2000: A Musical Journey to Italy (WeltWunder Record) - Germany
- 2003: Folk geneticamente modificato (Nuovi Equilibri)
- 2004: Atlante di musica tradizionale. Italia 3 (Felmay)
- 2006: Tribù italiche: Lombardia (EDT)
- 2007: Think global world Christmas (World Music Network) - United Kingdom
- 2007: In Terra Zapatista (Radio Onda d'Urto)
- 2010: Canti randagi 2. Omaggio a Fabrizio De André (Universal)
- 2014: Bardentreffen 2014 (Heartmoon records) - Germany

## Concerti e partecipazioni
Barabàn ha tenuto concerti in tutta Italia, Regno Unito, Canada, Federazione Russa, Francia, Finlandia, Spagna, Germania, Portogallo, Austria, Slovenia, Belgio, Olanda e Svizzera. Ha partecipato a festival, meeting internazionali e rassegne. Il gruppo è stato ospite a trasmissioni radiotelevisive in Europa, America e Australia per RAI, BBC, RTO Radiotelevidenie Ostankino, Goestele Radio, Melbourne Ethnic Community Radio, RSI, ORF, RSR, Radio Canada, DRS, BRTN - De Nederlandése Radio, Antenne 2, Radio Popolare Milano, Tele Koper, Televisione Slovena.

## Tournée, festival e rassegne
Folkest '84 (I), Folkest '85 (I), Switzerland Tour '85 (CH), 4 Barnbacher Folkfestival (A), United Kingdom Tour '89 (GB), Sidmouth International Festival (GB), Manchester European Week (GB), Russian Tour '90 (URSS), Bridport Folk Festival (GB), Canada Tour '90 (CAN), United Kingdom Tour '90 (GB), Belgium Tour '92 (B), 4º Festival Interceltico di Porto (P), Faenza Folk Festival (I), Hallein Folk Festival (A), Folkest '94 (A e SLO), Germany Tour 1994 (D), Musica nei Castelli di Liguria (I), France Tour 1995 (F), Mediterranea '95 (I), Canti randagi (I), Tradicionàrius - 9è Cicle de Musica Tradicional i Popular (E), Villa Arconati Festival 1996 (I), 13° Folkermesse (I), Reincontres Internationales de luthiers et maitres-sonneurs de Saint-Chartier 1996 (F), Romaeuropa Festival '96 (I), Sete Sòis, Sete Luas 1996 (P), Santarcangelo dei Teatri '98 (I), Isolafolk 1998 (I), Canti di Terra e Mare (I), Il Giardino della Musica (I), Etnosoi ! - Festival '98 (FIN), GardaDanza 1999 (I), Dolcenera - Concerto per Fabrizio De André (I), Folkest '99, Suoni nel mondo (I), San Salvatore Folk Festival (CH), Le Vie dei Canti 2001 (I), Etétrad 2001 (I), Musica delle radici 2002 (I), Isolafolk 2003 (I), Concerto al Mazda Palace - Milano 2003 (I), Cantavalli 2004 (I), Appennino Folk Festival 2004 (I), Folkermesse 2004 (I), Ande, bali e canti -2005 (I), Forti in scena 2005 (I), Canti randagi - Vinadio 2005 (I), Gong 2005 - Torino (I), Le vie dei canti 2006 (I),Trad.it ! 2006 (NL), Forti in scena 2007 (I), Le vie dei canti 2007 (I), Forti in scena 2008 (I), Appennino Folk Festival 2008 (I), Valtrompia Echo Art 2008 (I), La Grande Guerra - Milano (2008), Chantar l'uvern 2008 (I), International Christmas Festival - Moscow 2009 (RUS), Etetrad 2009 (I), Negro Festival 2009 (I), Isolafolk 2009 (I), Tre giorni di musica popolare ad Acquarossa 2009 (CH), Canti randagi 2 (2009), Teatri in scena 2011 (I), Le Regioni dei Suoni 2011 (I), Altisonanze 2011 (I), Suoni e Voci d'Italia 2011 (I), Fai il pieno di cultura 2011 (I), I cerchi del legno 2011 (I), Voces 2012 (I), Agricity 2012 (I), Trentino Girofolk 2013 (I), Sestriere Film Festival 2013 (I), 2° Suisse Mountain Film Festival (CH), Les scènes du Chapiteau 2013 (CH), Etètrad '13 (I), 8º Festival LetterAltura 2014 (I), War and Peace: 39th Bardentreffen Festival in Nürnberg (D) 2014, Folkest 2015 (I), Artinscena 2015 (I), Forti in scena 2015 (I), Folkermesse 2015 (I), Musica tradizionale e antica nelle cascine e chiese rurali di Milano 2016 (I), Tracce nel Tempo 2016 (I), Voces 2016 (I), Sentinelle di pietra 2017 (I), Alpentöne International Festival 2017 (CH), Folk in Tour 2017 (I), Effetto Musica (2018), Alpi Sonanti (2018), XV° Musica al lavoro (2019), Etétrad (2019), Voci della Memoria - Fondazione Corriere della sera, 2020 (I), Folkest 2020 (I), Musica al Lavoro (2022), Attraverso la Memoria 2023 (I e F), Rassegna Vocate 2023 (I), Con i piedi nell'acqua. Donna, canto e lavoro tra Lomellina e Oltrepò Pavese 2024 (I), Un tram per la Liberazione 2025 (I), Estate nei chiostri 2025 - Società Umanitaria (I), Le voci delle Alpi 2025 (I).